# Linea Søgaard-Lidell
Linea Søgaard-Lidell (ur. 30 marca 1987 w Aarhus) – duńska polityk, deputowana do Parlamentu Europejskiego IX kadencji, posłanka do Folketingetu.

## Życiorys
Kształciła się w zakresie europeistyki i dziennikarstwa, studiowała na Uniwersytecie w Aarhus oraz w Danmarks Medie- og Journalisthøjskole. Zawodowo związana z sektorem komunikacji, pracowała w funduszu inwestycyjnym Vækstfonden.
W wyborach w 2019 z ramienia liberalnej partii Venstre uzyskała mandat posłanki do Europarlamentu IX kadencji, jednak jego objęcie zostało zawieszone do czasu brexitu. Ostatecznie w PE zasiadła w lutym 2020. W 2022 została natomiast wybrana na posłankę do duńskiego parlamentu.